# Antrodia leucaena
Antrodia leucaena är en svampart som beskrevs av Y.C. Dai & Niemelä 2002. Antrodia leucaena ingår i släktet Antrodia och familjen Fomitopsidaceae.   Inga underarter finns listade i Catalogue of Life.